# Synchiropus monacanthus
Synchiropus monacanthus és una espècie de peix de la família dels cal·lionímids i de l'ordre dels perciformes.

## Morfologia
- Els mascles poden assolir 13 cm de longitud total i les femelles 11.[4]

## Hàbitat
És un peix marí i d'aigües profundes que viu entre 175-428 m de fondària.

## Distribució geogràfica
Es troba a Moçambic, Sud-àfrica i Tanzània.

## Observacions
És inofensiu per als humans.